# Anima sola
Az anima sola a magányos lélek (latin), a tisztítótűz lángjai között ábrázolt (rendszerint női) alak, bebörtönözve, de szétszakított láncokkal. A katolikus vallásból ered, népszerű az afro-karibi (félig afrikai eredetű, gyakran a katolicizmussal szinkretizált) vallásokban. A tisztítótűzbeli szenvedést és az abból való megszabadulást jelképezi.
Az anima sola ábrázolásain többnyire nőalak, de férfiak, köztük pápák képe is előfordul. Leggyakoribb ábrázolásán egy nőalak áll lángok közt egy börtönben, kezein széttört láncokkal, ami azt jelképezi, szenvedései után megszabadul. Hozzá más okból imádkoznak, mint a szentekhez: míg a szentektől a hívő azt kéri, járjanak közben Istennél, az anima solának szüksége van az élők imáira és isteni beavatkozásra is, hogy megszabaduljon szenvedéseitől. Egy hagyomány szerint egy Celestina nevű nő lelke, aki nem adott vizet a keresztre feszített Jézusnak, bár a mellette lévő két latornak igen, ezért szomjaznia kell a tisztítótűzben.
Más hagyomány szerint a viszonzatlan szerelem juttatta erre a sorsra: elcserélte üdvösségét szerelméért. Szerelmi mágiában is megidézik, de hatása kifejezetten negatív.

## Anima sola az afro-karibi vallásokban
A santería (lukumi) vallásban Alleguana esu egy formája (az esu az istenek küldöttei, az utak és átjárók urai, minden ima rajta keresztül éri el azt, akihez imádkoznak). Alleguana a legidősebb mind közül, már az istenek legtöbbje előtt is létezett, és ahogy több afrikai istent katolikus szentekkel vagy vallási alakokkal hoztak összefüggésbe, az ő alakját is összemosták az anima soláéval. Egyes hagyományokban a nyughatatlan lélekkel és a domináns lélekkel alkot csoportot. A haiti vudu mágiában az ő segítségét kérik a korábbi partner visszaszerzéséhez: az elhagyott szerelmes a magányos lélekhez folyamodik, aki addig gyötri a távozottat, míg vissza nem tér.